# Amori che non sanno stare al mondo
Pour plus de détails, voir Fiche technique et Distribution.
Amori che non sanno stare al mondo est un film italien réalisé par Francesca Comencini, sorti en 2017.

## Synopsis
Claudia et Flavio ont eu une histoire d'amour mouvementée et complexe, maintenant que c'est fini, ils doivent faire face aux conséquences émotionnelles et 
tout recommencer.

## Fiche technique
- Titre original : Amori che non sanno stare al mondo
- Réalisation : Francesca Comencini
- Scénario : , Francesca Comencini, Francesca Manieri, Laura Paolucci
- Producteur : Domenico Procacci
- Production : Fandango, Rai Cinema
- Distribution :
- Photographie :
- Montage : Ilaria Fraioli
- Durée: 92 minutes (1 h 32)
- Pays :  Italie
- Langue : italien
- Dates de sortie : 
  -  Suisse 6 août 2017 au Locarno Festival
  -  Italie 26 novembre 2017 au Festival du film de Turin

## Distribution
- Lucia Mascino : Claudia
- Thomas Trabacchi : Flavio
- Valentina Bellè : Nina
- Carlotta Natoli : Diana
- Iaia Forte : Mara Semeraro